# Opgeboeid rioolstelsel
Een opgeboeid rioolstelsel houdt in dat de riolering is voorzien van interne overstorten die ervoor zorgen dat het bovenstroomse deel permanent vol rioolwater staat. Hierdoor wordt voorkomen dat de riolering een drainerende werking krijgt als er lekkages ontstaan in de riolering. 
Opgeboeide rioolstelsels komen veelvuldig voor in gebieden waar een hoge grondwaterstand wenselijk is zoals in de veenpolders (in en) rond Gouda. De opgeboeide delen van het riool zijn uiteindelijk aangesloten op een transportstelsel dat overtollig water afvoert. Een opgeboeid rioolstelsel is alleen geschikt voor hemelwaterafvoer, de stagnatie van stedelijk afvalwater in de opgeboeide gedeelten zou aanleiding geven tot (stank)hinder. Afhankelijk van het weertype zijn er een aantal situaties te beschrijven:
Droog weerHet niveau van het rioolwater in het opgeboeide stelsel staat even hoog als het grondwater. Er vindt geen uitwisseling plaats. Het niveau in het transportstelsel staat lager dan het grondwater, waardoor bij lekkages grondwater kan instromen.
Lichte regenvalHet niveau van het rioolwater in het opgeboeide stelsel staat hoger dan het grondwater maar lager dan de overstort. Bij lekkages vindt uittreding richting grondwater plaats.
Hevige korte regenvalHet niveau van het rioolwater in het opgeboeide stelsel staat hoger dan het grondwater en hoger dan de overstort. Er vindt een externe overstort plaats omdat er onvoldoende afvoercapaciteit richting transportstelsel is.
Langdurige regenvalHet niveau van het rioolwater in het opgeboeide stelsel en in het transportstelsel staat hoger dan de overstort. Er vindt een externe overstort plaats omdat er onvoldoende berging is.